# 윤내현
윤내현(尹乃鉉, 1939년 6월 11일 ~ 2025년 6월 29일)은 대한민국 역사학자이다. 본관은 해남이며, 전라남도 해남군 출생이다.

## 생애
단국대학교 문리과대학 사학과에서 학사과정을 거쳐 동대학원 석·박사과정을 마치고 하버드대학교 대학원 동아시아역사언어학과에서 수학하였다. 단국대학교 문과대학 사학과 교수, 부총장, 대학원장 등을 역임했다.
문화관광부 문화재위원과 단군학회 회장을 맡으면서 남북역사학자 공동학술회의 남측단장으로 북한에 다녀오기도 했고, 한국고대사 연구와 남북역사학자 학술 교류 및 공동 연구를 진행하고 있다. 2005년 12월 1일부터 2009년 8월 31일까지의 단국대학교 동양학연구원 원장, 고조선학회 회장 등을 역임했다.

## 학력
- 목포공업고등학교
- 단국대학교 문리과대학 사학과 문학사
- 단국대학교 대학원 사학과 동양사 문학석사
- 단국대학교 대학원 사학과 동양사 문학박사
- 하버드대학교 대학원 동아시아역사언어학과 수학

## 경력
- 1975년 ~ 1978년   단국대학교, 강원대학교, 경찰대학교 강사
- 1978년 ~ 1992년   단국대학교 문리과대학 사학과 교수
- 1979년 ~ 1981년   하버드대학교 인류학과 객원교수
- 1982년 ~ 1984년   단국대학교 인문과학대학 역사학과 교수, 학과장
- 1987년 ~ 1997년   단국대학교 중앙박물관 관장
- 1992년 ~ 2005년   단국대학교 문과대학 사학과 교수
- 1993년 ~ 1995년   문화관광부 문화재위원
- 1993년 ~ 1995년   총무처 사법고시, 외무고시 시험위원
- 1993년 ~ 1995년   문교부(현 교육부) 국사교육심의위원
- 1993년 ~ 1995년   문화관광부 문화재위원
- 1997년 ~ 1998년   단국대학교 교수협의회 회장
- 1998년 ~ 1999년   단국대학교 문과대학 학장
- 1998년 ~ 2000년   단국대학교 산업디자인대학원 원장
- 1999년 ~ 2002년   단국대학교 서울캠퍼스 부총장
- 2001년 ~ 2004년   단군학회 회장
- 2002년 ~ 2005년   단국대학교 일반대학원 원장
- 2002년 10월       남북역사학자 공동학술회의 남측단장
- 2002년           단국대학교 테솔대학원 원장
- 2005년 ~ 2007년   단국대학교 교사편찬위원회 위원장
- 2005년 ~ 2009년   단국대학교 동양학연구원 원장
- 2008년 ~ 2009년   고조선학회 회장
- 2005년 ~ 2010년   단국대학교 문과대학 사학과 석좌교수
- 2005년 ~ 현재     단국대학교 문과대학 사학과 명예교수

## 수상
- '오늘의 책' 상
- 일석학술상
- 금호학술상
- 국무총리 표창

## 저서
- 《상왕조사의 연구》, 경인문화사, 1978
- 《중국의 원시시대》, 단국대학교출판부, 1982
- 《상주사》, 민음사, 1984
- 《한국 고대의 국가와 사회(공저)》, 일조각, 1985
- 《한국고대사신론》, 일지사, 1986
- 《상문명(번역)》, 민음사, 1988
- 《중국의 천하사상(공저)》, 민음사, 1988
- 《새로운 한국사》(공저), 삼광출판사, 1989
- 《윤내현교수의 한국고대사》, 삼광출판사, 1989
- 《중국사1》, 민음사, 1991
- 《한국사의 이해 1 - 고대, 고고(공저)》, 신서원, 1991
- 《중국사2》, 민음사, 1992
- 《고조선 연구》, 일지사, 1994
- 《고조선 - 우리의 미래가 보인다》, 민음사, 1995
- 《중국사3》, 민음사, 1995
- 《한국열국사연구》, 지식산업사, 1998
- 《홍익인간의 세계와 이해(공저)》, 단국대학교출판부, 1999
- 《우리 고대사 - 상상에서 현실로》, 지식산업사, 2003
- 《광개토대왕이 중국인이라고?(공저)》, 중앙일보시사미디어, 2004
- 《동아시아의 지역과 인간》, 지식산업사, 2005
- 《새로운 한국사(개정판, 공저)》, 집문당, 2005
- 《고조선의 강역을 밝힌다(공저)》, 지식산업사, 2006
- 《사료로 보는 우리 고대사 - 동북공정 논란을 둘러싼 진실게임》, 지식산업사, 2007
- 《고대에도 한류가 있었다(공저)》, 지식산업사, 2007
- 《고조선 연구 (상)》, 만권당, 2015
- 《고조선 연구 (하)》, 만권당, 2016
- 《한국 열국사 연구》, 만권당, 2016[3]
- 《고조선, 우리 역사의 탄생》, 만권당, 2016
- 《우리 고대사, 상상에서 현실로》, 만권당, 2016

## 비판과 반론
윤내현의 고조선 관련 연구 및 그의 대표적인 저서 《고조선 연구》는 북한의 역사학자 리지린의 《고조선 연구》(1963)를 표절했다는 비판을 받았다. 이형구의 증언에 따르면 84년 당시 학술세미나에서 윤내현은 리지린의 《고조선 연구》와 유사하다는 지적이 있자, 자신이 리지린의 《고조선 연구》등 북한 자료를 미국의 대학도서관에서 입수했음을 시인하면서도, 85년 11월 "주를 달면 자신의 학설이 무너진다"는 말을 남기고 이미 지급된 연구비를 반납하고 자신의 글을 거두어 갔다.  한편 윤내현은 《한국고대사신론》에서 "필자는 민족사학자들의 견해를 수용 · 보완한 북한 학자들의 연구 업적과 그들이 발굴한 자료도 활용하게 될 것이지만 그것을 일일이 주기하지 않을 것이며 대표적인 문헌 몇 권만을 소개하는데 그칠 것이다. 이 점은 분단시대에 있어서 한국 역사학계가 겪고 있는 고통이므로 독자들의 이해 있기를 바란다."라고 언급했던 일이 있는데, 이에 대해서 이형구는 "민족사학자들의 견해를 수용·보완한 북한 학자의 연구 업적과 발굴 자료를 많이 활용하면서도 이에 대한 설명은 전혀 찾아 볼 수 없다. 그러나 민족사학자들은 약간의 견해를 피력했을 뿐이지 리지린과 같은 본격적인 연구는 없었다. 또 분단시대의 한국 역사학계가 겪고 있는 고통 때문에 주기를 일일이 달지 않겠다는 것인데, 그렇다면 왜 다른 학자들은 북한의 학술 성과를 주기로 소개한단 말인가? 그리고 역사학계만이 마치 그런 고통을 겪고 있는 것처럼 표현하여 일반 독자들의 눈을 가리고 있다. 분단상황은 민족 모두의 고통이지 역사학계만 안고 있는 고통이 아니다. 북한의 자료가 제대로 입수되지 못하고 또 입수하기 어려운 상황이 고통이라고 할 수는 있어도, 입수하고 검토하여 활용한 자료를 유독 밝히지 않고 넘어가겠다는 것은 분단상황의 고통과는 근본적으로 다른 것이다. 자신의 주장에 영향을 주고 참고로 삼은 타인의 연구 업적을 밝힐 용기가 없으면 글을 발표하지 않는 것이 바른 태도이다."라고 비판하였다.
이런 비판에 대해 윤내현은 이러한 조치가 학자의 양심을 저해한 행위가 아니며 자신의 연구 결과에 따른 것이라 주장했으며 “나의 주장은 신채호·정인보·장도빈 등의 ‘민족사학자’들이 주장해왔던 기존 학설과 궤를 같이하고 있을 뿐 표절과는 거리가 먼 주장”이라고 입장을 표명했다. 연구비와 관련된 비판에 대해서도 일체 외부기관으로부터 연구비를 받은 사실이 없다고 주장했다.
한편 북한 학설을 인용했다는 이유로 용공학자로 비방당하고 정보기관의 조사를 받았다고 하며, 반대로 독재정권에 발맞추어 도움을 준 것이라는 소문도 들었다고 한다. 또한 이러한 비판으로 인해 당시 재직하던 단국대학교에서 쫓아내라는 투서가 들어오기도 했으나 총장의 만류로 사직하지 않았다고 한다.

## 같이 보기
- 민족사학
- 단국대학교(동양학연구원)
- 《고조선 연구》(古朝鮮硏究)

## 읽을 거리
- 김태식 기자, 〈윤내현 학설 어떻게 받아들여야 하나〉, 《연합뉴스》, 1999년 3월 13일
- 김현미 기자, 〈인물탐구: 고대사 연구가 단국대 윤내현 교수, 질타·모함·의혹과 싸운 고조선 연구 30년〉, 《신동아》, 2003년 12월 1일(통권 531호), 414~422쪽.
- 김명성 KBS 홍보팀장, 〈책동네 산책: 바로잡지 않는 고대 역사 왜곡〉, 《세계일보》, 2012년 1월 6일
- 복기대, "복기대 교수가 말하는 스승 윤내현 교수와 고조선 연구", 강원대 신문방송사.음악학과 주최 독서토론회, 2016년 11월 30일.